# ケショウモンガラ
ケショウモンガラ(学名: Balistes vetula )はモンガラカワハギ科のケショウモンガラ属に属する海水魚である。大西洋のサンゴ礁や岩礁などでみられる。鮮やかな体色をもち、水族館で飼育されることも多い。

## 分類と名称
本種はモンガラカワハギ科ケショウモンガラ属(Balistes )に属する。古くから知られた種であり、カール・フォン・リンネによって1758年に記載されている。その他にもいくつかのシノニムが存在している（分類表参照）。なお、和名の「ケショウモンガラ」は魚類学者の松浦啓一が1983年出版の『スリナム・ギアナ沖の魚類』において提唱したものである。

## 形態
本種は最大で全長60cmに達するが、よくみられるのはその半分ほどのサイズの個体である。体高は高く、強く側扁した体型を持つ。 体色は青や紫、緑色から茶褐色まで、個体差が激しいが、腹側半分は黄色味を帯びることが多く、鰭や頭部には鮮やかな青色線が入る。周囲の環境に合わせて体色を変えることが知られており、ストレスを受けた時にも体色が変わることがある。
第一背鰭は3棘からなり、第二背鰭は29-32軟条からなる。臀鰭は27-29軟条をもつ。尾鰭の両端と第二背鰭の前方軟条は長く伸びて糸状になる。

## 分布
西大西洋においてはカナダからブラジル南部まででみられる。東大西洋ではアセンション島や、カーボベルデ、アゾレス諸島、そして南はアンゴラ沖までの海域に生息する。フロリダやバハマ、カリブ海ではごく普通にみられる種である。

## 生態
本種はサンゴ礁や岩礁の水深3-30 mほどでよくみられるが、もっとも深くて275 mの水深から発見されたことがある。砂底または海草の生えた海底で、つがいまたは単独で泳ぐことが多く、まれに小さな群れを作ることもある。
本種は様々な種類の無脊椎動物を捕食するが、特にウニをよく捕食する。カリブ海でも、ウニが本種の食性の7割以上を占めることが知られていたが、1984年に起きた急激なウニ個体数の減少に際しては、代わりにカニやヒザラガイを捕食するように食性が変化したことが報告されている。
飼育下で繁殖が観察されており、メスは一度に500,000個以上の小型の沈性卵を産むという。

## 人間との関係
本種は時として釣りの対象となるほか、食用としても美味である。特にバハマやバミューダなどのいくつかの国では食料として重要であり、皮を剥いで煮込み料理などにして食される。こうした食用目的の漁業が本種の個体数減少に繋がるおそれがあり、2015年にIUCNは本種の保全状態を近危急種(NT)と評価している。
水族館などで飼育されることも多い。

## ギャラリー

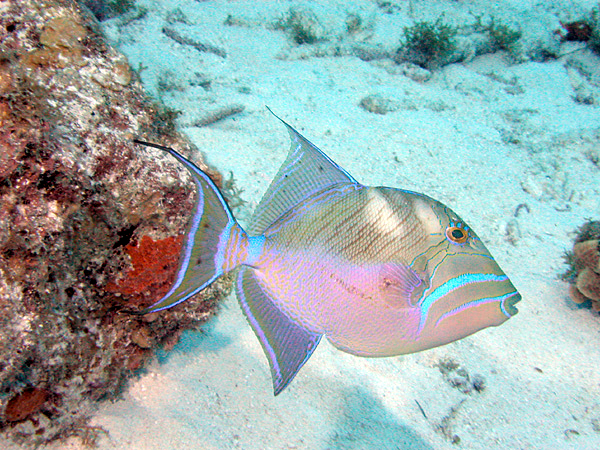
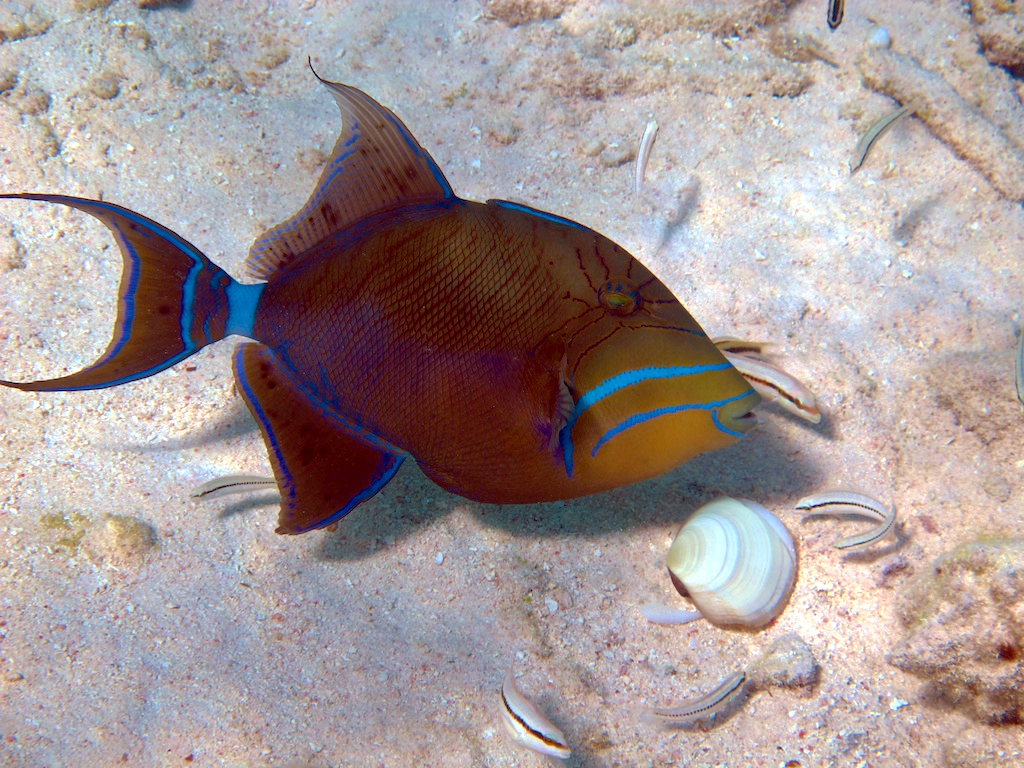
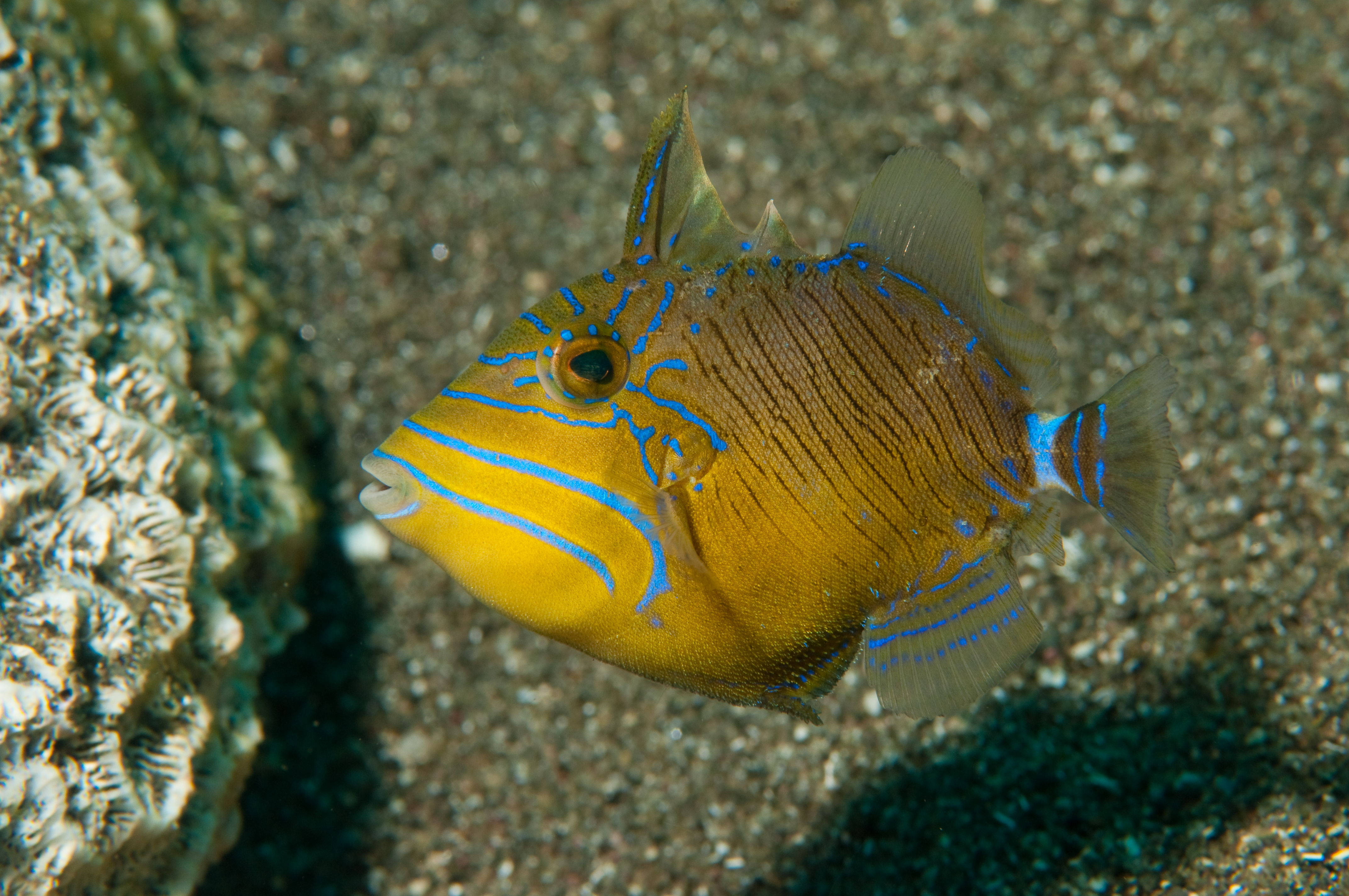
若い個体
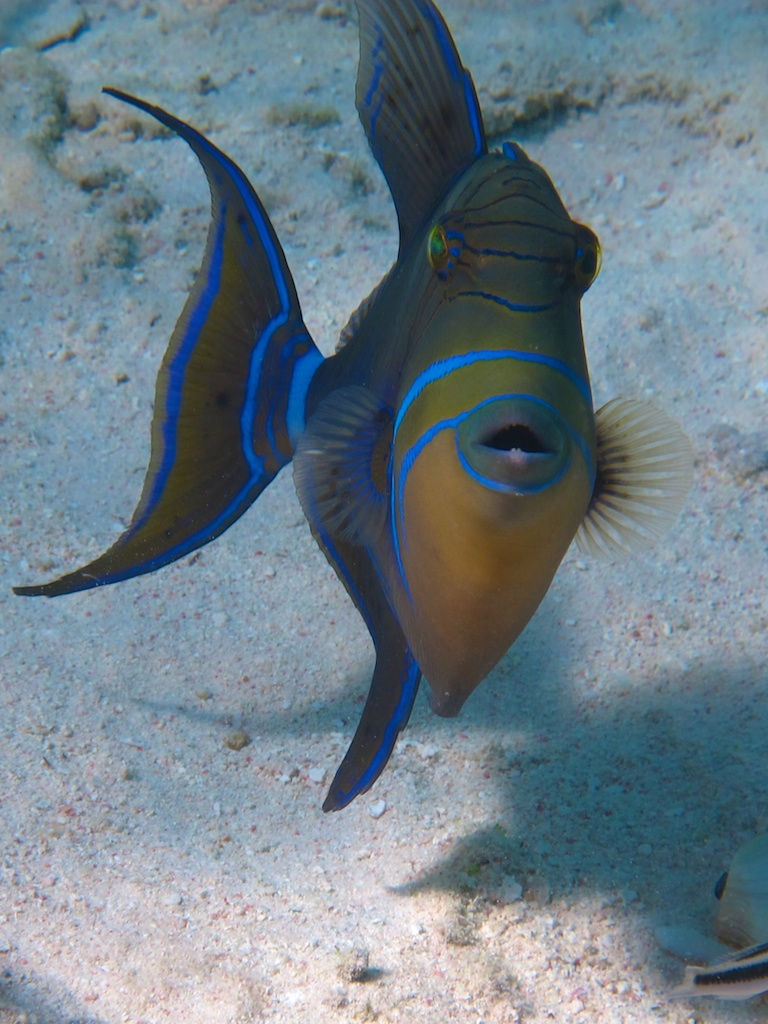
正面からの写真